# 户勒大门

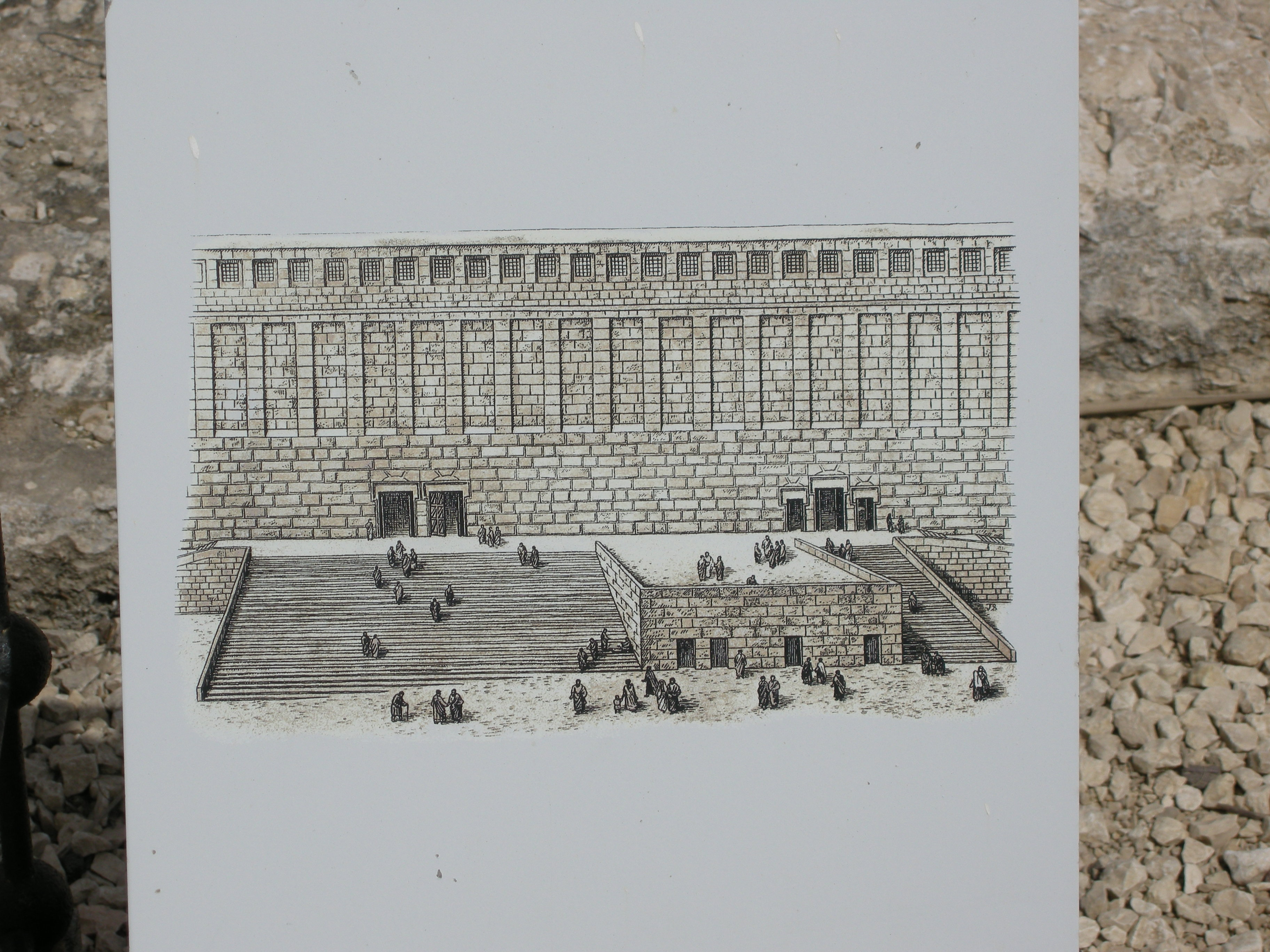
户勒大门的重建

户勒大门（希伯來語：‎, Shaarei Chulda，Huldah Gates）是圣殿山南墙上现已关闭的两组城门，位于耶路撒冷老城。位于西侧的一组是双拱门，位于东侧的一组是三拱门。双拱门的每一个拱都通往进入圣殿山的一个通道和台阶。但在修建阿克萨清真寺的时候，封闭了旧的台阶，延长了东侧通道，这样新的台阶通到了清真寺以北。三拱门与此类似。

## 词源
户勒大门这个名称源自于密西拿中对圣殿山的描述。

## 考古
查尔斯·沃伦在19世纪对这一地区进行发掘，发现三拱门下方一系列通道。